# Helicius kimjoopili
Helicius kimjoopili is een spinnensoort in de taxonomische indeling van de springspinnen (Salticidae).
Het dier behoort tot het geslacht Helicius. De wetenschappelijke naam van de soort werd voor het eerst geldig gepubliceerd in 1995 door Joo-Pil Kim.